# Министерство иностранных дел Малайзии
Министерство иностранных дел Малайзии отвечает за управление двусторонних, региональных и многосторонних отношений с зарубежными странами и международными организациями. Оно отвечает за разработку, планирование и осуществление внешней политики Малайзии. Оно также отвечает за управление внешними связями с учетом двусторонних политических и экономических дел, многосторонних отношений, регионального сотрудничества c АСЕАН , управления человеческими ресурсами, финансами, консульских и протокольных дел и миссий Малайзии за рубежом.

## История
Происхождение Министерства иностранных дел началось еще до независимости Малайзии в 1957 году. Основа для создания Министерства внешних связей, как оно первоначально называлось, была заложена за год до Независимости путём подготовки одиннадцати человек-дипломатов для последующего открытия дипломатических представительств страны за рубежом. Эта первая группа прошла обучение в Великобритании и Австралии.
Министерство иностранных дел было составлено по образцу британского Министерства иностранных дел.
Первоначально, дипломатические миссии Малайзии были открыты в Лондоне, Вашингтоне, Канберре, Нью-Йоркe, Нью-Дели, Джакарте и Бангкоке. В 1963 году было четырнадцать миссий Малайзии и двадцать пять стран имели представительства в Малайзии.
В 1965 году дипломатическая машинерия Малайзии столкнулась с первой крупной реорганизацией. В 1966 году был ускоренный характер роста Министерства иностранных дел в частности в отношении персонала и финансовых ассигнований на её деятельность. В этом году также стали свидетелями изменения в обозначении министерства "иностранных дел" как предпочтительной терминологии, а также переезда и консолидации министерства.